# Vickers Vagabond

El Vickers Vagabond fue el participante de Vickers para la segunda competición de aviones ligeros de Lympne, celebrada en 1924. Era un pequeño biplano convencional, con un método de compensado muy inusual. Fue eliminado de las pruebas en una etapa temprana y sólo se construyó un ejemplar.

## Diseño y desarrollo
Tras las primeras pruebas de Lympne celebradas en 1923 para planeadores motorizados monoplaza, el Ministerio del Aire organizó un evento similar en 1924, esta vez para aviones biplaza de baja potencia. El límite de cilindrada del motor se fijó en 1100 cc y, como antes, las alas tenían que plegarse para facilitar su transporte y almacenamiento. Las pruebas tuvieron lugar entre el 29 de septiembre y el 4 de octubre. Varias empresas construyeron aviones para ellas, incluidos el Blackburn Bluebird, el Hawker Cygnet, el Supermarine Sparrow y dos de Westland, el Woodpigeon y el Widgeon.
El Type 98 Vagabond fue el modelo propuesto por Vickers. Era un biplano de un solo vano, arriostrado mediante cables, con alas de cuerda constante excepto hacia las puntas de fuga redondeadas. Las alas tenían envergaduras iguales y presentaban un marcado decalaje. Había alerones en las alas superiores e inferiores, con flaps en el interior de las alas inferiores que se podían plegar para facilitar el plegado de las alas. El piloto y el pasajero se sentaban en cabinas abiertas, este último bajo el ala superior. La visibilidad superior del piloto se mejoraba con un pequeño recorte en el borde posterior del ala superior. El fuselaje tenía una sección transversal más redondeada que la del anterior Viget, el monoplaza de Vickers que participó en la competición de 1923, y se extendía un poco por debajo del ala inferior. El motor bóxer bicilíndrico Bristol Cherub III de 24 kW (32 hp) estaba montado en un morro liso con los cilindros con aletas expuestos para la refrigeración por aire. La cola horizontal era similar a la del Viget, pero el empenaje y el timón eran mucho más redondeados. Debido al decalaje, las ruedas principales estaban por delante del ala inferior, arriostradas al fuselaje inferior, por detrás hasta el larguero delantero del ala y por delante hasta un punto aproximadamente por debajo del borde de ataque del ala superior.
Una característica muy inusual del Vagabond era el método de compensación longitudinal. En lugar de cambiar el ángulo del plano de cola con respecto al fuselaje, toda la parte trasera del mismo se articulaba justo por delante del borde de salida del ala inferior. Se controlaba mediante un volante entre las dos cabinas; el fuselaje trasero se elevaba al comienzo de un descenso de aterrizaje para aumentar la resistencia y reducir la velocidad del avión.
Las primeras pruebas de vuelo, con H.J. Pain como piloto, revelaron la necesidad de reforzar los soportes del motor. Una vez hecho esto, el Vagabond, ahora equipado con un motor radial Blackburne Thrush de tres cilindros y 1095 cc, voló bastante bien en Lympne, pero fue eliminado en las rondas preliminares. Sólo se construyó un Vagabond, matriculado como G-EBJF el 1 de julio de 1924. Fue dado de baja el 24 de enero de 1928.

## Especificaciones
Referencia datos: Andrews

### Características generales
- Tripulación: Uno (piloto)
- Capacidad: Un pasajero
- Longitud: 6,7 m (21,8 ft)
- Envergadura: 8,5 m (28 ft) (3,05 m con las alas plegadas)[5]
- Superficie alar: 21,8 m² (234,7 ft²)
- Peso vacío: 239 kg (526,8 lb)
- Peso cargado: 402 kg (886 lb)
- Planta motriz: 1× motor bóxer bicilíndrico refrigerado por aire Bristol Cherub III.
  - Potencia: 24 kW (33 HP; 33 CV)
- Hélices: Bipala de paso fijo

### Rendimiento
- Velocidad máxima operativa (Vno): 124 km/h (77 MPH; 67 kt)

## Aeronaves relacionadas

### Secuencias de designación
- Secuencia Numérica (interna de Vickers): ← 94 - 95 - 96 - 98 - 99 - 100 - 103 →